# 南太平洋大学
南太平洋大学（英語：University of the South Pacific）是一所由大洋洲十几个国家共同创办的公立大学。

## 历史
主校区位于斐济苏瓦，成立于1968年。南太平洋大学属于12个太平洋岛国政府：库克群岛、斐济、基里巴斯、马绍尔群岛、瑙鲁、纽埃、萨摩亚、所罗门群岛、托克劳、汤加、图瓦卢、瓦努阿图。大学在全部12个国家皆设有校区或教学点，法学院在瓦努阿图，农学院在萨摩亚阿拉富阿。最大最悠久的校区位于斐济苏瓦Laucala湾，于1968年在一个前空军基地成立。2005年，耗资600万美金在马绍尔群岛设立校园的计划宣布，是南太平洋大学在北太平洋的第一个校区。

## 课程
南太平洋大学提供本科与研究生课程，包括教育学、旅游学、农学、科学与环境管理、工学、计算机与信息、金融、公共管理等课程。南太平洋学位课程全球承认，吸引了太平洋地区和其他地区的学生与职员。它是太平洋文化环境的国际教学研究中心。